# Les forgerons
Les forgerons er en fransk stumfilm fra 1895 af Louis Lumière.